# Piotr Szałaśny
Piotr Szałaśny (ur. 1 czerwca 1984 w Oświęcimiu) – polski hokeista.

## Kariera
- SMS Nowy Targ (2000-2001)
- SMS Gdańsk (2001-2002)
- SMS Sosnowiec (2002-2003)
- Unia Oświęcim (2002-2005)
- Cracovia (2005/2006)
- Zagłębie Sosnowiec (2005/2006)
- Unia Oświęcim (2006-2010)
- HC GKS Katowice (2010/2011)

Wychowanek Unii Oświęcim. Występował w zespole juniorskim klubu. Był reprezentantem Polski do lat 18.

## Sukcesy
Klubowe
- Złoty medal mistrzostw Polski: 2003, 2004 z Unią Oświęcim, 2006 z Cracovią
- Srebrny medal mistrzostw Polski: 2005 z Unią Oświęcim
- Złoty medal I ligi: 2009 z Unią Oświęcim